# Власчени (Дамбовица)
Власчени (рум. Vlăsceni) насеље је у Румунији у округу Дамбовица у општини Потлођи. Oпштина се налази на надморској висини од 136 m.

## Становништво
Према подацима из 2002. године у насељу је живело 963 становника, од којих су сви румунске националности.